# Совере
Совере (итал. Sovere) — коммуна в Италии, находится в регионе Ломбардия, подчиняется административному центру Бергамо.
Население составляет 5163 человека (2004), плотность населения составляет 289 чел./км². Занимает площадь 17,79 км². Почтовый индекс — 24060. Телефонный код — 035.
Покровителем коммуны почитается святитель Мартин Турский, празднование 11 ноября.